# Língua de sinais albanesa
A Língua de Sinais Albanesa (em Portugal: Língua Gestual Albanesa) é a língua de sinais (pt: língua gestual) usada pela comunidade surda da Albânia.